# Джон Дей (град, Орегон)
Джон Дей (на английски: John Day) е град в окръг Грант, щата Орегон, САЩ. Джон Дей е с население от 1821 жители (2000) и обща площ от 4,9 km². Намира се на 951 m надморска височина. ЗИП кодът му е 97845, а телефонният му код е 541.